# Gare de Toyokawa
La gare de Toyokawa (豊川駅, Toyokawa-eki) est une gare ferroviaire de la ville de Toyokawa, dans la préfecture d'Aichi au Japon. Elle est exploitée par la compagnie JR Central.

## Situation ferroviaire
La gare de Toyokawa est située au point kilométrique (PK) 8,7 de la ligne Iida.

## Historique
La gare est inaugurée le 15 juillet 1897.

## Service des voyageurs

### Accueil
La gare dispose d'un bâtiment voyageurs, avec guichets, ouvert tous les jours.

### Desserte
- Ligne Iida :
  - voie 1 : direction Chūbu-Tenryū et Iida
  - voies 2 et 3 : direction Toyohashi

### Intermodalité
La gare de Toyokawa-inari de la Meitetsu est située à proximité.